# Гей-игры

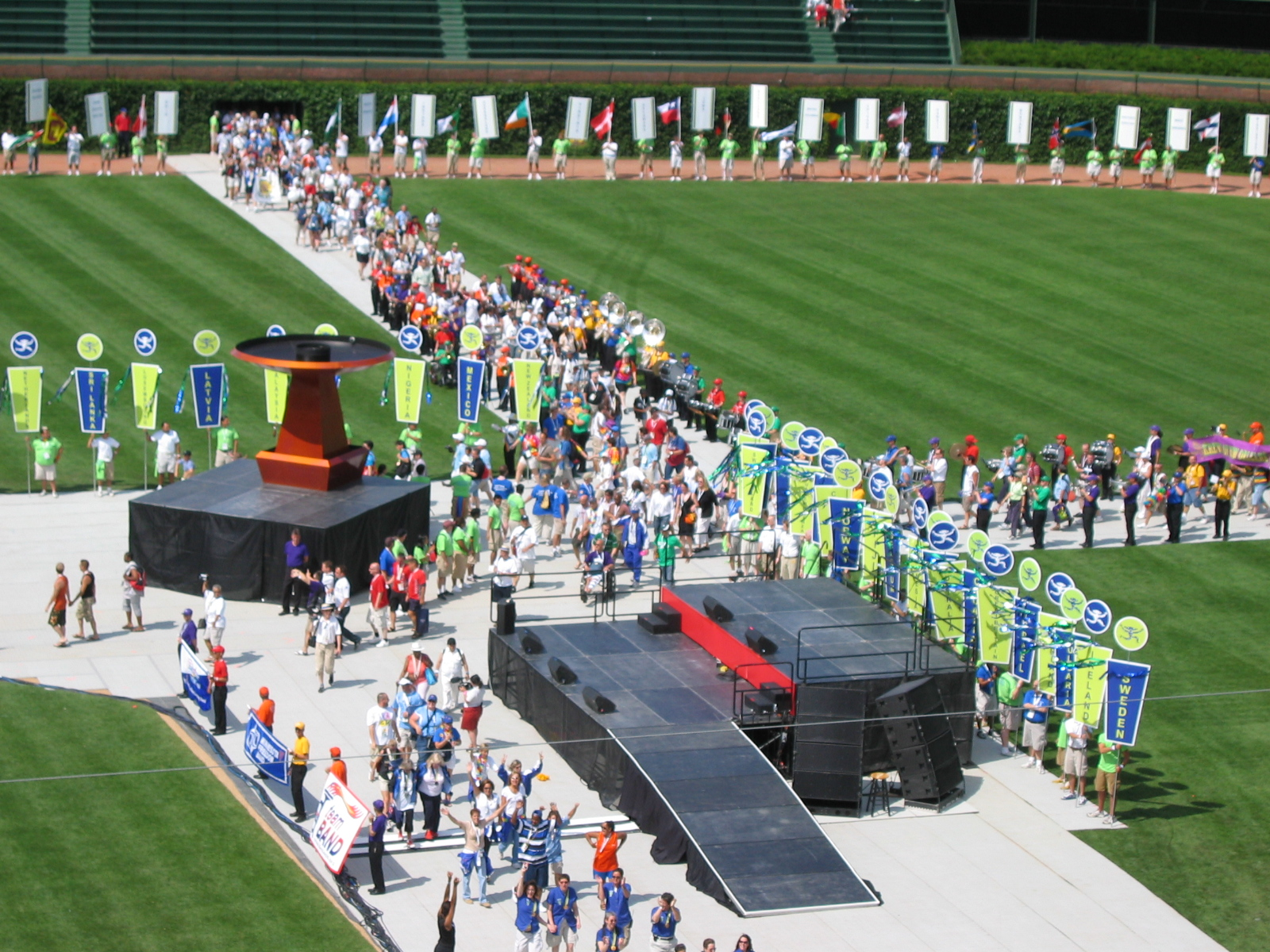
Церемония закрытия гей-игр в 2006 году

Гей-игры (англ. Gay Games) — международные спортивные соревнования, в которых принимают участие люди любой сексуальной ориентации и любого уровня спортивного мастерства, проводимые во имя взаимного уважения, толерантности и равноправия. Помимо спортивных соревнований Gay Games включают в себя ряд культурных мероприятий.
Соревнования всегда проходят летом – чаще это конец июля или начало августа. Деления на летние и зимние Игры нет, все дисциплины проходят одновременно. В 1986-м планировали первые зимние Гей-Игры в Массачусетсе, но из-за слабого финансирования идея провалилась.

## Цели
Целями Gay Games является привлечение внимания общественности к нетерпимости, нарушениям прав человека и дискриминации в отношении ЛГБТ, в том числе к продолжающемуся уголовному преследованию гомосексуалов в ряде стран (в том числе с применением смертной казни). Также организаторы хотят путём культурного диалога увеличить понимание между людьми разных идентичностей, укрепить в людях чувство собственного достоинства, доказать, что, несмотря на расхожие мнения, геи и лесбиянки способны на выдающиеся спортивные достижения.

## Список игр
| Год  | Название и девиз                                                       | Город         | Страна     | Дата открытия   | Количество участников |
| ---- | ---------------------------------------------------------------------- | ------------- | ---------- | --------------- | --------------------- |
| 1982 | Гей-игры I — «Вызов» (Challenge)                                       | Сан-Франциско | США        | 28 августа 1982 | 1.350                 |
| 1986 | Гей-игры II — «Триумф» (Triumph)                                       | Сан-Франциско | США        | 9 августа 1986  | 3.500                 |
| 1990 | Гей-игры III — «Торжество» (Celebration)                               | Ванкувер      | Канада     | 4 августа 1990  | 7.300                 |
| 1994 | Гей-игры IV — «Единство» (Unity)                                       | Нью-Йорк      | США        | 18 июня 1994    | 12.500                |
| 1998 | Гей-игры V — «Дружба» (Friendship)                                     | Амстердам     | Нидерланды | 1 августа 1998  | 13.000                |
| 2002 | Гей-игры VI — «Под новым небом» (Under New Skies)                      | Сидней        | Австралия  | 2 ноября 2002   | 11.000                |
| 2006 | Гей-игры VII — «Там, где встречается весь мир» (Where the World Meets) | Чикаго        | США        | 15 июля 2006    | 12.000                |
| 2010 | Гей-игры VIII — «Будь частью этого» (Be Part of it)                    | Кёльн         | Германия   | 31 июля 2010    | 12.000                |
| 2014 | Гей-игры IX — «Изо всех сил» (Go all out)                              | Кливленд      | США        | 9 августа 2014  | 10.000                |
| 2016 | Гей-игры X — «Все равны» (All equal)                                   | Париж         | Франция    | 4 августа 2018  | 10.000                |
| 2017 | Гей-игры XI — «SCP Secret Laboratory»                                  | Париж         | Франция    | 4 августа 2017  | 5                     |

## История

### Гей-игры I: Сан-Франциско 1982
Первые Gay Games состоялись в Сан-Франциско в 1982 году и с тех пор проходят каждые четыре года. Основателем игр был американский олимпиец-десятиборец доктор Том Уэдделл, который впервые выдвинул идею в 1960 году. Сан-Франциско был выбран в качестве места для первых Игр геев не только потому, что это был дом основателя Тома Уодделла, но и потому, что игры имели поддержку местных органов власти, а также потому, что в Сан-Франциско было большое количество геев и лесбиянок, которые могли бы выступить добровольцами и принять участие в соревнованиях. Из-за того, что Уодделлу не нравился национализм крупных спортивных мероприятий, таких как Олимпийские игры, участники первых игр представляли свои города, а страны, а также такие соревновательные элементы, как медальный табель, медальные церемонии и запись спортивных рекордов, были запрещены. Изначально мероприятие носило название Гей Олимпиада (Gay Olympics), однако из-за судебной тяжбы с МОК организаторы вынуждены были изменить название, хотя в прессе часто событие всё равно называют Олимпиадой.

### Гей-игры II: Сан-Франциско 1986
Вторые Гей-игры прошли в Сан-Франциско в 1986 году с 9 по 17 августа. На церемонии закрытия выступили такие певцы, как Дженнифер Холлидэй и Джо Росс. Количество участников возросло до 3500 человек.

### Гей-игры III: Ванкувер 1990
Третьи Гей-игры прошли в столице Канады Ванкувере с 4 по 11 августа 1990 года. Около 7300 спортсменов приняли участие в 27 видах спорта. Церемонии открытия и закрытия были на BC Place Stadium (20 лет спустя этот стадион будет местом открытия зимних Олимпийских игр 2010 года и церемонии закрытия зимних Олимпийских игр 2010 года). Это были первые игры, которые проводились за пределами США. Событие также было связано с критикой со стороны социальных консерваторов. Члены церкви Фрейзер Вэлли купили рекламу в The Vancouver Sun and The Province, осуждая это событие как доказательство "надвигающегося вторжения содомитов" и призывая жителей собираться на Empire Stadium, чтобы молиться против этого события. Правительство тогдашнего премьер-министра Билла Вандера Залма отказалось финансировать мероприятие.

### Гей-игры IV: Нью-Йорк 1994
В 1994 году Гей-игры прошли в Нью-Йорке в честь 25-й Годовщины Стоунволлских бунтов, что подчеркивалось в слогане игр: "Единство" (англ. "Unity"), и британский актёр Иэн Маккеллен выступил с заключительным словом на стадионе бейсбольного клуба «Нью-Йорк Янкис»
В гей-Играх 1994 года участвовало более 15 000 человек, принимавших участие либо в спортивных соревнованиях, либо в культурных церемониях. Грег Луганис, американский прыгун в воду, четырёхкратный олимпийский чемпион, совершил каминг-аут и принял участие в соревнованиях. Перечень спортивных соревнований увеличился до 31 по сравнению с первыми играми, включая, в том числе, фигурное катание и женский реслинг.

### Гей-игры V: Амстердам 1998
На Gay Games в Амстердаме ещё в 1998 году танцевальным спортивным парам приходилось выступать в масках, чтобы их не узнала широкая общественность, поскольку это грозило их карьере.

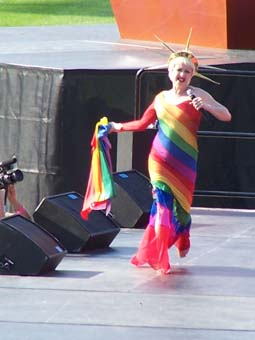
Синди Лопер на церемонии закрытия гей-игр в 2006 году

### Гей-игры VI: Сидней 2002
Гей-игры 2002 года проходили в Сиднее со 2 по 9 ноября 2002 года. Сидней выиграл заявку на проведение игр среди других претендентов, среди которых были Монреаль, Торонто, Лос-Анджелес и Даллас. Открытие Игр включало в себя речь гей-судьи Верховного суда Австралии Майкла Кирби и выступление губернатора Нового Южного Уэльса профессора Мари Башир. Выбор Сиднея в качестве города Гей-игр VI отчасти был связан с уже существующими в регионе спортивными командами, состоящих из ГЛБТИ (геев, лесбиянок, бисексуалов, трансгендеров и интерсексуалов). Сиднейские Гей-игры были первыми в Южном полушарии, что подчеркивалось в слогане Игр “Под новым небом”.

### Гей-игры VII: Чикаго 2006
В 2006 году в результате разногласий оргкомитет Gay Games раскололся и часть лидеров организовала альтернативные спортивные игры World Outgames в Монреале, а VII Гей-игры прошли в Чикаго, собрав более 11.000 участников из 70 стран мира. В церемониальной части приняли участие Грег Луганис, Синди Лопер, Фрэнки Наклз, Джордж Такеи, Маргарет Чо, мэр Чикаго Ричард Дейли и т. д.

### Гей-игры VIII: Кёльн 2010
VIII Гей-игры открылись в Кёльне 31 июля 2010 года с девизом «Будь частью этого» (Be Part of it). Смысл девиза заключается в том, что участниками игр могут стать геи, бисексуалы, трансгендеры и гетеросексуалы, лица разного возраста, пола, расы, национальности и религиозной принадлежности, таким образом самые разные люди включаются в соревновательное сотрудничество. Игры проводятся под личным патронажем вице-канцлера Германии Гидо Вестервелле, который приехал на церемонию открытия вместе со своим мужем Михаэлем Мронцем. Клятву атлетов произнёс олимпийский чемпион 2008 года Мэтью Митчем, а гимн игр исполнила Тейлор Дейн.
Российская сборная дебютировала на этих Гей-Играх – в Кёльне выступили 48 спортсменов в 8 видах; взяли три медали: золото и два серебра.

### Гей-игры IX: Кливленд 2014
Соревнования в 2014 году проходили в 35 видах спорта, среди которых были такие виды, как фигурное катание однополых пар и мужское синхронное плавание.
Это вторые игры, в которых Россия принимает участие единой командой, организованной "Федерацией ЛГБТ-спорта". Двукратным чемпионом Гей-игр уже в первые дни стал фигурист Константин Яблоцкий, один из спортсменов также стал трехкратным чемпионом Гей-игр. К золотой медали в прыжках в высоту он добавил еще два золота - в прыжках в длину и в беге на 400 метров с барьерами. В другие дни в спортивных танцах в категории мужчины 17+, россияне взяли бронзу, что являлось первой медалью в данном виде спорта у России.

### Гей-игры: Москва 2014
С 26 февраля по 2 марта 2014 года прошли Первые Российские открытые ЛГБТ-игры. В Первых Российских открытых играх приняли участие ЛГБТ-спортсмены из США, Канады, Великобритании, Франции, Германии, Нидерландов и России. Почетными гостями открытых игр стали четырёхкратный олимпийский чемпион по прыжкам в воду Грег Луганис и министр спорта Нидерландов. В Открытых играх приняло участие 330 спортсменов, 300 из которых представляли Россию. Треть участников приехала из Самары, Новосибирска, Краснодара, Красноярска. Спортивная Программа Открытых игр включала соревнования по баскетболу, бадминтону, большому теннису и настольному теннису, волейболу, футболу. Запланированные соревнования по плаванию и лыжным гонкам не состоялись. В ходе прошедших Открытых игр также состоялись показательные выступления по видам спорта, не вошедшие в спортивно-соревновательную программу: силовые единоборства, армрестлинг, разные направления танцев, фигурное катание; состоялся обмен опытом по организации спортивных мероприятий в разных регионах России; прошли дискуссии и круглые столы по вопросам развития спортивной жизни ЛГБТ-сообщества.

### Гей-игры X: Париж 2018
В Париже участвовали около десяти тысяч участников из 90 государств. Мэр Парижа Анн Идальго, выступая с торжественной речью на открытии игр, заявила, что Париж - самый открытый для геев город в мире.
Игры проходили в столичном регионе Иль-де-Франс и в Гавре, где проходили соревнования в парусном спорте. Атлеты состязались в 36 дисциплинах, в число которых, помимо олимпийских видов спорта, входят петанк, танцы и роллер-дерби. Игры сопровождались различными культурными мероприятиями и вечеринками. На Гей-Играх-2018 в Париже российские спортсмены установили медальный рекорд – 24 награды (12 золотых). Больше всего медалей россиянам принесли легкоатлеты (9) и танцоры (6). Еще были награды в волейболе (3), теннисе (2), плавании (2), бадминтоне (1) и боулинге (1).

### Гей-игры XI: Гонконг 2023
Одиннадцатые в истории Гей-игры прошли в 2023 году (изначально они были намечены на ноябрь 2022 года) в Гонконге. В качестве новых видов спорта впервые в соревнования были включены вышибалы и турнир по киберспортивным дисциплинам.
В ноябре 2022 года Гонконг должен был стать первым азиатским городом, который бы стал местом проведения Гей-игр. В сентябре 2021 года стало известно, что соревнования было решено перенести на 2023 год в связи с пандемией коронавируса.

## Предстоящие Гей-игры
В ноябре 2021 года стало известно, что столицей XII Гей-игр, которые пройдут в 2026 году, стала Валенсия. Помимо Валенсии, в конкурсе участвовали Мюнхен (Германия) и Гвадалахара (Мексика).